# 오나니 (사르데냐)
오나니(Onanì, 사르데냐어: Onanìe)는 사르데냐의 이탈리아 지역에 있는 누오로도의 코무네 (지방 자치체)로, 칼리아리 북쪽으로 약 140 킬로미터 (87 mi) 떨어져 있으며 누오로 북동쪽으로 약 20 킬로미터 (12 mi) 떨어져 있다. 2004년 12월 31일 기준으로 인구는 448명이고 면적은 71.7 제곱킬로미터 (27.7 mi2)이다.
오나니 지방 자치체는 프라치오네 (하위 행정 구역) 마모네 (교도소)를 포함한다.
오나니는 다음 지방 자치체와 접해 있다: 비티, 로데, 룰라 (이탈리아).